# 無骨烤春雞

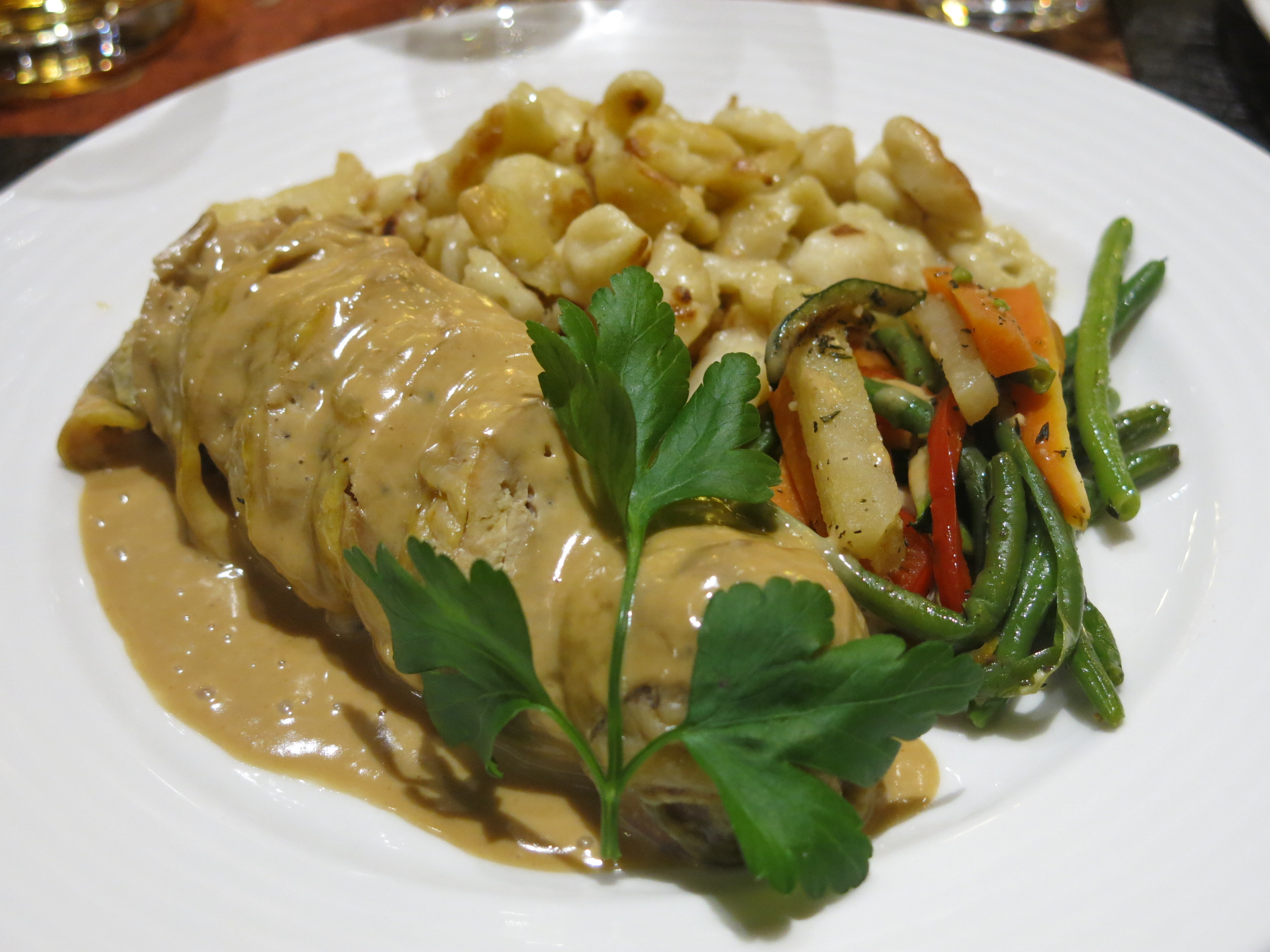
無骨烤春雞

無骨烤春雞 （Ballotine）在傳統上的料理方式是用雞、鴨或其他家禽的去骨大腿或腿部，裡面塞滿其他調味過的絞肉餡和調味料 ，為了使這些肉維持原本的形狀所以將它捆著，有些則是用針扎捆起來，在料理上可以使用烘烤、燉或水煮的方式。通常無骨烤春雞料理後的形狀像是香腸，有的人會將它重新做成大腿的形狀，通常會在尾端預留一段乾淨的骨頭。

其中春雞的意思是指體型小的幼雞（童子雞），約飼養35~40天，因為春雞骨骼細，肉質軟嫩，因此常作為法式料理的素材。

在當今商業廚房選用的肉，都是以家禽像腿部的肉，或是至今也有使用其他除了家禽之外的肉。無骨烤春雞和凍肉捲(肉品去骨後加調味煮熟而成的冷食)有關，區分他們的方式是前者被歸類為主菜，後者則是被歸類為開胃菜 。他們都可以提供熱食或冷食，但凍肉捲保持以冷食的方式提供。